# Förlandavägen

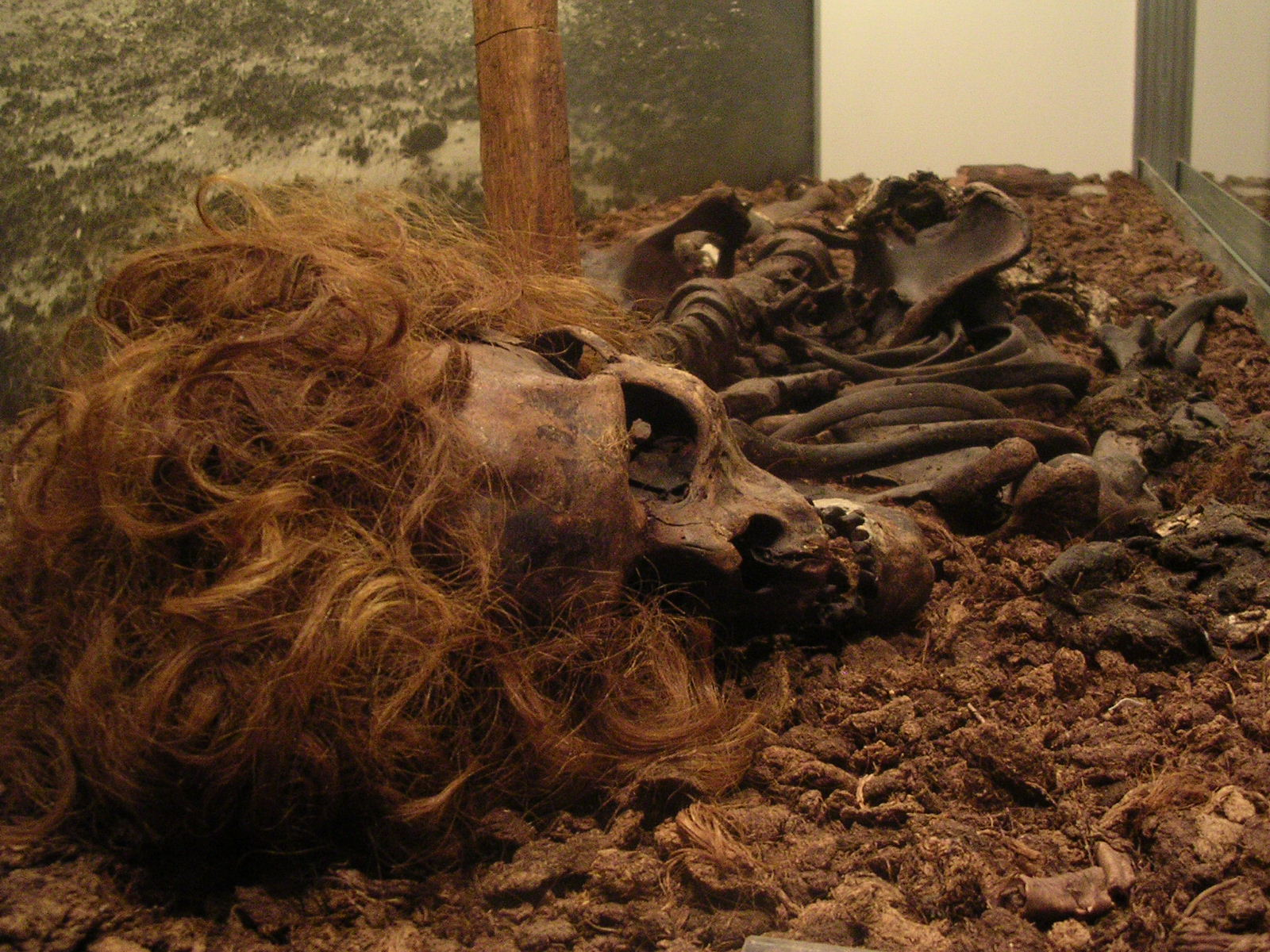
Kvarlevorna efter Bockstensmannen hittades i en mosse nära den historiska vägen.

Förlandavägen är en historisk vägsträckning genom Halland. Den gick i den inre delen av landskapet och kom från 1200-talet att ersättas som huvudväg av Kungsvägen.
Vägen passerar genom områden som är rika på fornlämningar, som till exempel Veinge, Asige-Årstad och Fjärås bräcka. Längs vägens sträckning ligger många av landskapets medeltida kyrkor. Vägens vadställen över de hallandska åarna hade stor strategisk betydelse. Vid vadställena över Lagan och Nissan fanns under medeltiden borgar; vid vadställena över Ätran och Viskan fanns eventuellt kungsgårdar.
Kvarlevorna efter Bockstensmannen (avliden cirka 1350-1370) hittades i en mosse nära vägen. Flera slag har utkämpats längs dess sträckning, bland annat Axtornaslaget.